# Philippe-Antoine Merlin

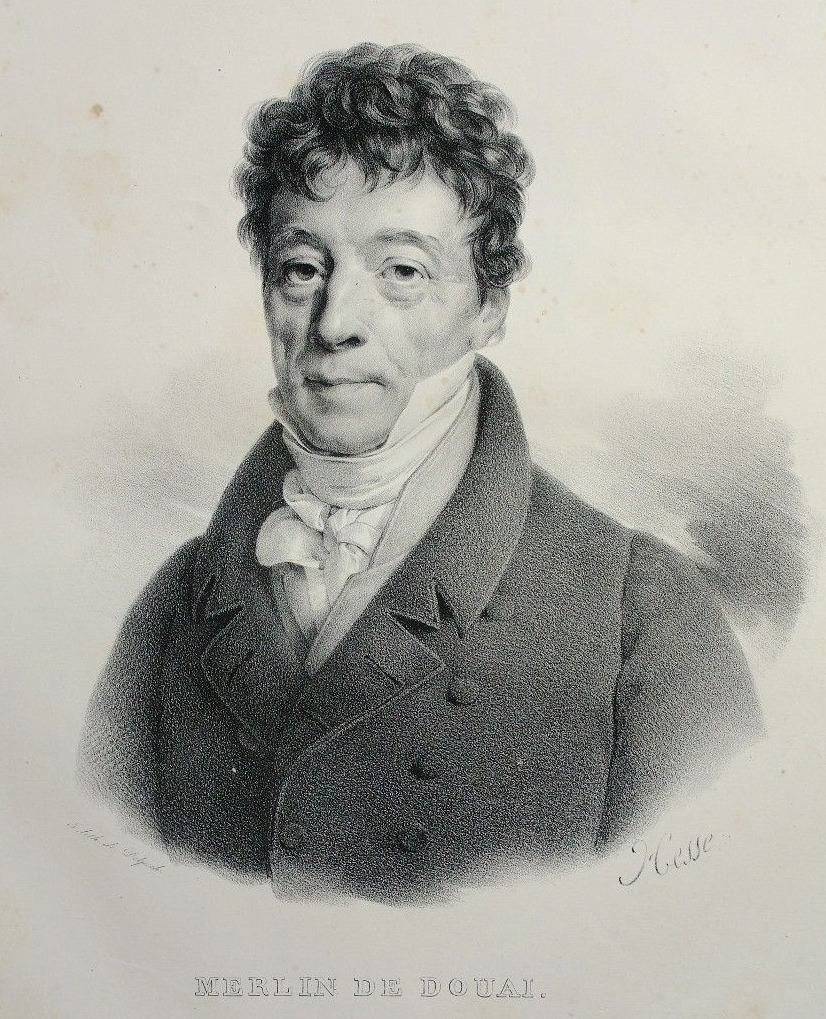
Philippe Antoine Merlin

Philippe-Antoine Merlin (* 30. Oktober 1754 in Arleux (Département Nord); † 26. Dezember 1838 in Paris) war ein Politiker während der Französischen Revolution, des Konsulats und des Ersten Kaiserreiches. Er war von 1797 bis 1799 Mitglied des Direktoriums. Um eine Verwechslung mit dem Politiker Antoine Christophe Merlin (de Thionville) zu vermeiden, wurde er Merlin de Douai genannt.

## Leben
Phillippe Antoine Merlin wurde als Sohn eines wohlhabenden Landwirts geboren. Er studierte in Douai die Rechte, praktizierte dort seit 1775 im Beruf eines Anwalts und erwarb sich schnell den Ruf eines hervorragenden Juristen.
Der Dritte Stand des Wahlbezirkes Douai wählte Merlin im Frühjahr 1789 zum Abgeordneten der Generalstände (États généraux). Er wirkte als Berichterstatter des „Feudalitätenausschusses“ der Konstituante und verfasste wesentliche Teile der Dekrete vom 15. März 1790 und 3. Mai 1790 zur Lösung der Agrarfrage. Diese Dekrete führten zu einer Gleichstellung von bürgerlichen und adligen Grundbesitz, verschärften jedoch die Abgabenlasten der Bauern. Im Herbst 1791 stand er dem Kriminalgericht seines Heimatdepartements vor, das ihn im September 1792 zum Deputierten des Nationalkonvents wählte. Er stand der Ebene nah, gehörte dem Ausschuss für Gesetzgebung an und stimmte für den Tod Ludwigs XVI.
Merlin fungierte seit Januar 1793 im besetzten Belgien, seit April 1793 in der aufrührerischen Vendée als „Repräsentant in Mission“ und kehrte im September 1793 nach Paris zurück. Dort erarbeitete er Gesetzesvorlagen, darunter die für das Gesetz über die Verdächtigen. Seine Einwände gegen das Prairial-Gesetz vom 10. Juni 1794 trugen ihm die Feindschaft Robespierres ein. Merlin billigte deswegen den Umsturz vom 9. Thermidor (27. Juli 1794).
Am 1. September 1794 wurde Merlin in den Wohlfahrtsausschuss gewählt. Er befürwortete Frankreichs Expansionspolitik zu Frankreichs „natürlichen Grenzen“, die Bildung von Schwesterrepubliken und gestaltete den Friedensvertrag von Basel mit Preußen (5. April 1795) sowie den Friedensvertrag von Den Haag mit den Niederlanden (16. Mai 1795) in erheblichen Teilen. Des Weiteren betrieb er entschieden die Aufhebung des „revolutionären Terrors“ und forderte die Abschaffung des Prairial-Gesetzes.
Merlin erarbeitete mit der Elfer-Kommission die Verfassung des Jahres III (Direktorialverfassung von 1795). Außerdem gehörte er dem Fünferausschuss an, der die Niederschlagung des royalistischen Vendémiaire-Aufstands (5. Oktober 1795) leitete. Am 25. Oktober 1795 veröffentlichte er das neue Strafgesetzbuch („Code de delits et des peines“), welches in den wesentlichen Teilen sein Werk war. Deswegen wurde Merlin in den Rat der Alten und in das Institut national des sciences et arts gewählt.
Philippe Antoine Merlin de Douai leitete vom 3. November 1795 bis zum 3. Januar 1796 das Justizministerium, vom 3. Januar 1796 bis zum 3. April 1796 führte er das Polizeiministerium und vom 3. April 1796 bis zum 8. September 1797 fungierte er erneut als Justizminister.
Nach dem Staatsstreich des 18. Fructidor V (4. September 1797) wurde Merlin anstelle Barthélemy zum Mitglied des Direktoriums ernannt. Gemeinsam mit Reubell bewilligte und korrigierte er die Verfassung der Helvetischen Republik, die von Peter Ochs ausgearbeitet worden war. Sie wurde im Prinzip nach dem Muster der Verfassung des Jahres III gestaltet. Merlin gestaltete die Kirchenpolitik des Direktoriums, führte am 30. August 1798 den „Dekadenkult“ in Frankreich ein und schied am 18. Juni 1799 aus dem Direktorium aus (Staatsstreich des 30. Prairial VII).
Im April 1800 wurde Merlin Stellvertreter des Regierungskommissars am Kassationsgericht und ab 1801 dessen Generalstaatsanwalt. 1803 wurde er zum Mitglied der Académie française gewählt. Kaiser Napoleon I. erhob Merlin 1809 zum Grafen und ernannte ihn 1811 zum Staatsrat auf Lebenszeit.
Merlin wurde von den Bourbonen 1815 nach Dieppe verbannt, doch ihm gelang die Flucht in die Niederlande. Nach der Julirevolution von 1830 kehrte Merlin nach Paris zurück. Er wurde wieder in das „Institut“ aufgenommen, dessen Mitglied er bis zu seinem Tod am 26. Dezember 1838 blieb.
Philippe Antoine Merlin ist der Vater des französischen Generals Eugène Antoine François Merlin (1778–1854).

## Bibliographie
- Moyen de subvenir promptement aux besoins de l'État, & singulierement au remboursement du prix des offices dont la vénalité est supprimée, 1789
- Rapport fait au Comité des droits féodaux, le 4 septembre 1789, sur l'objet & l'ordre du travail dont il est chargé, 1789
- Recueil général de jurisprudence françoise, 1790
- Opinion de M. Merlin sur la nécessité de rendre le Tribunal de Cassation sédentaire, 1790
- Rapport fait à l'Assemblée nationale au nom du comité de féodalité le 8 février 1790, 1790
- Opinion de Philippe-Antoine Merlin ... sur le procès de Louis XVI, 1793
- Projet de décret, présenté au nom du Comité de législation, par Ph. Ante. Merlin (de Douay), sur la manière de faire le procès aux fonctionnaires prévenus de malversations relatives aux biens nationaux, 1793
- Pieces justificatives a joindre au rapport du citoyen Merlin de Douai, sur l'affaire des citoyens Sanguin, 1794
- Ph. Ant. Merlin, membre de l'Institut national, au Conseil des cinq-cents, 1798